# グランツーリスモ4
『グランツーリスモ4』（Gran Turismo 4、GT4）は、2004年12月28日にソニー・コンピュータエンタテインメントから発売されたPlayStation 2用のリアルシミュレーションレースゲームソフト、グランツーリスモシリーズのひとつ。グランツーリスモシリーズ最後のPS2作品でもある。アメリカでは2005年2月22日、ヨーロッパでは2005年3月9日発売。

## 概要
2003年5月のElectronic Entertainment Expo(E3)で正式発表された。当初は2003年冬の発売を予定していたが、1年以上延期された。
日本・香港・台湾で2004年12月28日に発売されたのを皮切りに、2005年2月22日にアメリカ、3月9日にヨーロッパでも発売された。2003年12月4日に発売されたグランツーリスモ4 "プロローグ"版の発売から一年以上経過し、当初予定されていたオンライン機能も削除されたが、日本で初回に100万本を売り上げるなどその人気が衰えることはなかった。各地域用のバージョンごとに収録車種・音楽等が僅かに異なる。日本ではPS2本体との同梱版「PlayStation 2 レーシングパック」(SCPH-70000 GT)がソフトと同日に発売された。
登場する車種は80社700車種以上に及び、発売当時の新型車はもちろん、人気のスポーツカーからクラシックカー、実在するレーシングカーやチューニングカー、さらにはコンセプトカーやGTオリジナルレーシングカーにまで多岐にわたる。収録車種の中でも特殊なものとしては、1886年に発表された世界初の3輪ガソリン車「パテントモーターワーゲン」、4輪ガソリン車「ダイムラー・モーターキャリッジ」に、自動車の普及に貢献したフォード・モデルTや、オート三輪を代表する車種の一つであるダイハツ・ミゼットといったクラシックカーから、ナイキのデザイナーが『2022年のフォーミュラカー』をコンセプトに、PDIとのコラボレーションのもとでデザインされた「ナイキ・One 2022」などが存在する。これらの車を集めてコレクションする、チューニングしてよりレベルの高いレースイベントに参戦する、さらには世界各地のスポットで写真撮影が行えるなど、幅広い楽しみ方が可能である。
コースも50以上を収録。本作ではかなりの数の実在サーキットが収録された(後述)。シティコースも健在で、実在するフィールドを背景に今作では東京、ニューヨーク、香港、パリ、ソウルなどの都市が市街地サーキットとして登場する。オリジナルサーキットのほとんどは進行方向が異なる順走／逆走が設定されているため、それらも加えるとコースの種類は更に増加する。
新たに人工知能（AI）ドライバーに指示を与えながらクルマを運転させるB-specディレクターモードや、車を写真に収めることができるフォトモードなどが追加された。リプレイからでもフォトモードを使った写真撮影は可能。
この他、ロジクール製のステアリングコントローラ「GT FORCE」や「GT FORCE Pro」、「Driving Force GT」、「G25 Racing Wheel」、フォトモード用プリンター、USBストレージなど対応周辺機器も充実している。
GT4本作のジャケットに描かれているクルマは山内一典の愛車でもあるフォード・GT（白一色のオリジナルカラーで、プレゼントカー。他色あり）。
2006年7月6日にはPlayStation 2 the Bestシリーズの一つとして低価格再発売された。初期の解説書は実際の画面との相違が目立っている部分、誤字・脱字が多い。The Best版では正誤表がついている。また、パッケージやオープニングの一部が変更されている。途中からディスク本体のレーベル面の印刷もカラーが変更され、シンプルな物になっている。
2009年までに累計出荷が1076万本に達したことが公式サイトで明らかにされた。

## 新たな試み

### 資金並びにライセンスの引き継ぎ
『グランツーリスモ3 A-spec』のセーブデータがある場合は、資金を最大Cr.1000万まで引き継げるようになった。また『グランツーリスモ4"プロローグ"版』のセーブデータがある場合は、国内B級・国内A級のライセンス試験が免除となる（後述）。

### B-specモード
プレイヤーは運転せず、AIのドライバーに指示を与えながらクルマを運転させてレースを客観的に観戦するモード。リプレイ画面のようなカメラワークでリアルタイムにレースが展開する。ほとんどのレースにおいてこのモードを選択することが可能。B-specドライバーはレース出場を繰り返すことで成長し、ドライビングスキルが向上するという要素がある。
このモードでは、レースの進行速度を最大3倍速にする事が可能となっており、レースの所要時間を最大で約1/3まで短縮できる。また、日本・香港・台湾版以外では、ピットイン時にA-Specモードとの相互切り替えが可能となっている（日本版では後述するオンライン版で可能となった）。
なお、B-specモードでレースに参戦する場合、ライセンスは全レースにおいて不要である。

### フォトモード
レースシーンや、あらかじめ用意された世界各地のロケーション（ラスベガス、祇園、ブルックリンなど）において、自由なカメラワークでクルマを撮影することができる。撮影した写真はゲーム上でスライドショーなどで閲覧したり、対応するプリンタで印刷が可能なほか、USBメモリへデータを保存することでパソコンへの転送も可能である。

### 人の表現
従来作ではピットクルーは存在していなかったが本作より描画されるようになり、ピットイン時に作業シーンが挿入されるようになった。
また、ラリー系のコースでは観客等が従来の一枚絵から動きのある立体的なものになり、まれに写真撮影のためコース上に飛び出してくる観客もいる（グランドキャニオン）など、臨場感が増している。

### 1080i出力
PS2用タイトルとして初めてハイビジョン出力(1080i)に対応した。オプション設定から変更が可能である。ただしアップコンバートによる対応であり、1920x1080iでのレンダリングではない。

### 時間による耐久レースの増加
前作では時間による耐久レースは2時間のものしか存在しなかったが、今作では実時間で4時間/8時間/9時間/24時間を走破する耐久レースが追加された。ただし、時間変化が実装されていないため、昼夜の変化は再現されていない。

### 実在サーキットの大量増加
『グランツーリスモ2』以降、実在するサーキットはラグナ・セカのみの収録だったが、本作では大幅に増加した。前作から物理演算エンジンを一新したことで車の操作精度が大幅に向上し、実在サーキットで実車とのタイム差がわずかになったため、筑波サーキットなどを高い再現性で収録できるようになった。また、従来は実現困難だった道幅の狭いコースも収録している。
日本国内では鈴鹿サーキット、ツインリンクもてぎ（現・モビリティリゾートもてぎ）、富士スピードウェイ、筑波サーキットを収録。海外ではドイツのニュルブルクリンク（ノルドシュライフェ（北コース））や、ル・マン24時間レースが開催されるフランスのサルト・サーキットといったコースが収録されている。
なお、『グランツーリスモ2』以降に登場していた「スーパースピードウェイ」は、本作で初めてツインリンクもてぎのコースとして正式に収録された。

### スノーコースの追加
新たに雪上を走るスノーコースが追加された。ダートコースよりも路面が滑りやすくなっている。

### スペシャルコンディションレース・ミッションレースの追加
スペシャルコンディションレースはダートコースや狭い市街地コース等で1vs1のレースをするもので、コースごとに難易度が3段階用意されている。
ミッションレースは指定の車に乗り、指示されたミッションをこなしていくもので、コース上の特定の区間で敵車を追い抜く「The Pass」、残り3周のレースで最下位から逆転勝利を目指す「ラスト3ラップバトル」、テストコースでスリップストリームを使い勝利を目指す「スリップストリームバトル」、性能の低い順に数秒から数十秒の間隔を置いてスタートしていく1周のレースに一番性能の高い車で挑む「One Lap Magic」の4種類のレースがある。
いずれのレースもB-specモードは使用不可。

### 燃料残量の概念の追加
燃料の残量の概念と、それに伴う給油の要素が登場。給油の量は任意で設定できる。燃費はドライビングによって変化する。
なお、B-specモードでプレイ中に残量が僅少となった場合、強制的にピットインの指示が出される。容量は車種問わず80リットルで統一。

### GTオート
『グランツーリスモ3』で登場した「GTオート」は、洗車・オイル交換・ホイールショップに加えて新たにウイングショップが登場し、一部車種を除き7タイプ×3色（白・銀・黒）の中から好きなリアウイングを装着できるようになった。
また、ホイールショップでは中古ホイールとして収録車種の純正ホイールが日替わりで販売されるようになった。登場車種のほとんどのホイールが登場し、同じ形状で色違いのホイールも登場する。さらに、ホイールはタイヤコンパウンド毎に装着されるよう変更されたため、1台の車に最大で4種類のホイールを装着することができる。
一方、ホイールがグランツーリスモ2と同様の1台ごとに購入する仕様に戻ったほか、一部車種ではホイール交換やオイル交換が出来なくなった。
トップ画面・洗車・オイル交換に関してはピットクルーと同様にクルーが表現されており、洗車ではタオルで車を拭く様子を、オイル交換ではジャッキアップされた車の下に潜り込みオイルを交換する様子を見ることができる。
エンジンオイルが劣化すると約5%パワーダウンする。新車から走行距離1000〜15000kmあたりで一度だけエンジン出力が低下するが、それ以降の出力低下はない。

### クルマ紹介ナレーションの追加
本作からクルマ紹介に新たにナレーションが追加された。各コースでのフリーラン時、アーケードモードでのタイムアタック時のリプレイで聞くことができる。ナレーションは河口博、磯部弘、諏訪部順一が担当。

### ライセンス
ライセンスは国内B級、国内A級、国際B級、国際A級、スーパーの5種類。1つのライセンスにそれぞれ16個の技能試験がある。前作に存在したラリーライセンスは廃止され、5種類それぞれのライセンスにラリーライセンスの要素を分散する形となっている。そのため新たにラリーライセンスを取得する必要がなくなり、国内A級以上のライセンスを取得していればラリー系のレース（スペシャルコンディションレース）にも出場できるようになった。
ライセンスを取得すると賞品としてプレゼントカーが貰える。ライセンス5種類×ランク3種類（オールブロンズ、オールシルバー、オールゴールド）＝最大18台のプレゼントカーがプログラムされている（一部、新車ディーラーや中古車店で購入可能な車種がある）。

## 前作からの変更点

### 画面表示の一新と視点切り替え
メニュー画面は各アイコンを小型化＆カラー化、シルバー地をベースとした。ポップアップはPCデスクトップ風のデザインを採用している。走行中の画面も前作まではオレンジ色の文字情報が表示されていたが、白色の文字情報に改められ、ビハインドビュー（自車の後方から映す視点）ではメーター表示がデジタル化された。
走行中の視点として、新たにボンネットビューが追加された。実車を運転する際に運転席から見えるボンネットをイメージして作られた視点であるが、実際はルーフ上からの視点となっている車種も多い。

### ダイアリー
レースに出場した日付やレース結果、車を購入した日付などが記録される。購入した車やプレゼントカーのボディカラーも記録されている。また、4年に一度閏年が存在する。
オートセーブ機能は『常時』もしくは『クルマ売却時のみ』に切り替え可能であるが、オートセーブ後に手動セーブをしないとダイアリーが記録されず、次回起動時に１日空白になっていることがある。ライセンスの試験を受けて、合格しないまま中断した場合もダイアリーが空白になってしまうという特徴がある。

### クルマの購入
前作『グランツーリスモ3』で廃止されていた中古車販売が復活した。実際の中古車販売と同様に走行距離の概念も存在する。販売店は年代別に分類されており、旧車専門店（～1989年）、90年代前半（1990年～1995年）、90年代後半（1996年～2002年）の3種類が存在する。ラインナップは7日ごとに入れ替わり、700日周期でローテーションする。また、ごくまれに走行距離が10kmの個体（いわゆる新古車）や、レジェンドカーディーラーで展示されている購入不可能な車種も出現する。

### パーツ
噴射時にエンジンパワーを上げるナイトロのほか、ボディ剛性アップ、ボディリフレッシュプランといったボディ関連のチューンが追加された。ボディリフレッシュは500km走行するまで効果が持続する。また、グランツーリスモ2では不可能だったハイブリッドカーのチューンも可能となった。
また、スノーコースの追加に伴い新たにスノータイヤが追加された。ただし前作までのダートタイヤと同様に一部装着が不可能な車種も存在する。

### レース
今作のチャンピオンシップレースにおいては、シリーズとして初めてシリーズ参戦中にセーブが可能となった。
また、スペシャルコンディションレースやミッションレースでは、敵車に接触した際、壁に一定速度以上の速度で衝突した際にペナルティとして自動ブレーキが作動し、50km/hまで強制的に落とされた上で5秒間自動ブレーキ作動中のまま走行する機能が追加された。

### プレゼントカー
今作のレース勝利におけるプレゼントカーの獲得は、初勝利後も勝利記録をクリアした上で再び勝利すれば獲得できるようになった（ライセンス、ミッションレースを除く）。
また、前作ではチャンピオンシップや耐久レースのプレゼントカーは複数台の中からランダムに1台選ばれるようになっていたが、今作ではその仕様は廃止され、どのレースもプレゼントカーは1車種のみとなった。ボディカラーを選択する機能はない。プレゼントカーを売却することで資金稼ぎの手段としても有効となったため、序盤のゲーム進行の自由度が高まった。
なお、コンセプトカーは売り値がつかずに無料で手放すシステムとなっている。

### 出走制限
今作における出走制限は、ライセンス・車種・過給器の有無に加えて、ゲームの進捗度による出走制限が追加された。上級レースは初級レース、中級レースの全てのレースをクリアしていないとゾーンに入場できず、耐久レースはゲーム進行度が25%を超えていないとゾーンに入場できない。

## 登場メーカー （ABC順）
- アキュラ
- アルファロメオ
- アルピーヌ
- アミューズ
- ACカーズ(イギリス)
- ASL
- アストンマーティン
- アウディ
- アウトビアンキ
- ベントレー
- ブリッツ
- BMW
- ビュイック
- キャデラック
- キャラウェイ
- ケーターハム
- シボレー
- クライスラー
- シトロエン
- チゼータ
- ダイハツ
- DMC
- ダッジ
- 童夢
- フィアット
- フォード
- フォード・オーストラリア
- FPV
- ギレ
- ジネッタ
- HKS
- ホールデン
- ホメル
- Honda
- ヒュンダイ
- インフィニティ
- いすゞ
- ジャガー
- ジェイ・レノ[注釈 12]
- ジェンセン
- ランチア
- ランドローバー
- リスター
- ロータス
- マーコス
- マツダ
- メルセデス・ベンツ
- マーキュリー
- マインズ
- ミニ
- 三菱
- 無限
- ナイキ[注釈 13]
- ニスモ
- 日産
- オペル
- オペラパフォーマンス
- パガーニ
- パノス
- ペスカローロ
- プジョー
- プリマス
- ポンティアック
- ポリフォニー・デジタル
- RE雨宮
- ルノー
- ランドローバー
- RUF
- サリーン
- セアト
- シェルビー
- スプーン
- スパイカー・カーズ
- スバル
- スズキ
- トミーカイラ
- トムス
- トヨタ
- トライアル
- トライアンフ
- TVR
- フォルクスワーゲン
- ボルボ

## 登場サーキット・コース

### リアルサーキット
ラグナ・セカ、筑波サーキット、富士スピードウェイ90'sを除き本作初登場。
- ニュルブルクリンク 北コース
- ラグナセカ・レースウェイ（現：ウェザーテック・レースウェイ・ラグナ・セカ）
- 筑波サーキット（TC2000）
- 筑波サーキット ウェットコンディション
路面が雨で濡れている状態。このコースのみ敵車は1台のみとなる。
- 富士スピードウェイ 90's

1987年（昭和62年） - 2003年（平成15年）のレイアウト。「Aコーナー（サントリーコーナー）」「Bコーナー（ダンロップコーナー）」と通称される2箇所のシケインが設けられており、かつて存在した30度バンク（本作未収録）との合流ポイントも存在している。
- 富士スピードウェイ 80's
1974年（昭和49年） - 1983年（昭和58年）のレイアウト。「Aコーナー」「Bコーナー」をショートカットする。景観、標識等は90'sと同一。
- 富士スピードウェイ 2005 F
2005年（平成17年）のリニューアル以降のレイアウト。本作の発売当時は工事中で未開業であった。
- 富士スピードウェイ 2005 GT
2005 Fより、ダンロップコーナー（シケイン）を省いたレイアウト。
- インフィニオン・レースウェイ スポーツカーコース（現：ソノマ・レースウェイ）
- インフィニオン・レースウェイ ストックカーコース
- ツインリンクもてぎ （現：モビリティリゾートもてぎ）ロードコース
- ツインリンクもてぎ 東ショートコース
- ツインリンクもてぎ 西ショートコース
東ショートコース・西ショートコースはロードコースをバリケードで区切りショートカットしたものである。
- ツインリンクもてぎ スーパースピードウェイ
前作では架空のロケーションで収録されていた。
- 鈴鹿サーキット（国際レーシングコース）
- 鈴鹿サーキット 東コース
- 鈴鹿サーキット 西コース
東コース・西コースは国際レーシングコースをバリケードで区切りショートカットしたものである。西コースはスタート地点右側にピット跡があるがピットとしての機能を持たず、レースでは通常出現しない（6台走行可能なコースでピットがないものはこれが唯一）。
ただし、アーケードモードやGTモードのファミリーカップ（2周のみ）でレースは可能（タイヤ摩擦、燃料残量の表示はない）。
- サルトサーキット 1
現在のル・マン24時間レースで用いられるレイアウト。
- サルトサーキット 2
ユノディエールにある2箇所のシケインを撤去したレイアウト。ただし、シケイン設置後に改修されたポイント（パイロンが設置）はそのままであり、実際のシケイン設置前のレイアウトとは異なる。

### オリジナルコース
それぞれに順走・逆走が存在する。
- オータムリンク
グランツーリスモ コンセプト 2001 TOKYOより復活。
- オータムリンク・ミニ
オータムリンクをバリケードで区切りショートカットしたコース。グランツーリスモ2より復活。
- エル・キャピタン
本作初登場。モチーフはヨセミテ国立公園。
- ハイスピードリンク
グランツーリスモ2より復活。レイアウトはそのままに拡大され全長が伸びた。背景やピットの形状にもアレンジが加えられている。
- トライアルマウンテン・サーキット
- グランバレー・スピードウェイ
- グランバレー・イーストセレクション
グランバレー・スピードウェイをバリケードで区切りショートカットしたコース。グランツーリスモ2より復活。
- アプリコットヒル・レースウェイ
- ディープフォレスト・レースウェイ
順走・逆走共に昼となり、前作の逆走に存在していた夕方は削除された。
- ミッドフィールド・レースウェイ
今作では第一コーナーの形状がよりスクエアになった。

#### ドライビングパーク
- ドライビングパーク・テストコース
全長約10kmの長大オーバルコース。
- ドライビングパーク・ジムカーナコース
"プロローグ"版より引き続き登場。長方形のジムカーナコース。フリー走行時にはパイロンが並べられる。ライセンスのコーヒーブレイクでも使用されている。
タイム計測は行われない。フォトドライブ不可。
- ドライビングパーク・モータースポーツランドII
グランツーリスモ2に収録されていたコースより名称を継承。大小様々なコーナーが存在するミニサーキットだが、レイアウトはGT2とは異なり新規に製作されたものである。
- ドライビングパーク・ビギナーコース
"プロローグ"版より引き続き登場。30Rと60Rの異径オーバルで、バックストレートに半円状のシケインが1個あるだけのシンプルなミニサーキット。プロローグ版のスクールモード（ブルーレベルやコーヒーブレイク）で使用されたコース。

### 市街地コース
今作では実在するロケーションを用いたコースが大幅に増加した。衛星写真はいずれもWikimapiaより。
- 東京・ルート246
衛星写真
- ソウル市街地コース
本作初登場。崇礼門（南大門）を回り込む高速コース。衛星写真
- 香港
本作初登場。九龍公園付近が舞台。衛星写真
- シアトル・サーキット
衛星写真
コース自体はグランツーリスモ3と同じだが、表示されるコースが上下逆になっている。
- ニューヨーク市街地コース
7番街とタイムズスクエアを通過する高速コース。ニ衛星写真
- オペラ・パリコース
本作初登場。コンコルド広場付近が舞台。衛星写真
- コート・ダジュール
実際のモンテカルロ市街地コースと同一のレイアウト。市街地コースでは唯一、逆走レイアウトが存在しない。
- スペシャルステージ・ルート5
- クラブマンステージ・ルート5
いずれも架空のロケーション。クラブマンステージはスペシャルステージの高架区間のみを通るショートコースである。
クラブマンステージはグランツーリスモ2から復活。
グランツーリスモ3に収録されたスペシャルステージ・ルート5のウェットコースは削除された。

以下の3コースのみ、出走台数が2台となる（GTモードのスペシャルコンディションのみ）。
- ジョルジュ・サンク・パリコース
本作初登場。ジョルジュ・サンク大通りからスタートし、凱旋門を大きく回り込むコース。衛星写真
- イタリア市街地コース
イタリアの田舎町、アッシジ（w:Assisi）がモチーフ。外国語名はCitta di aria（チッタ・ディ・アリア、『空中都市』の意）。
- アマルフィサーキット
本作初登場。地中海に面した小さな港町、アマルフィが舞台。外国語名はCosta di Amalfi（コスタ・ディ・アマルフィ）。

### オフロードコース
出走台数は全て2台。
- グランドキャニオン（ダート）
ギャラリーのカメラマンがコース上に飛び出しており、車が接近すると脇に退避するギミックが存在する。
- カテドラルロックス・トレイルI（ダート）
本作初登場。エル・キャピタン内に存在するダートコースで、一部のターマック区間を同コースと共用している。
- カテドラルロックス・トレイルII（ダート）
本作初登場。Iのターマック区間をショートカットしたダートコース。
- スイスアルプス（ダート）
- タヒチ・メイズ（ダート）
- アイス・アリーナ（スノー）
本作初登場。
- シャモニー（スノー）
本作初登場。

### その他
- ラスベガス・ドラッグ・ストリップ
ラスベガスの街道に特設された、全長400mのドラッグレース専用のコース。0-400mのタイム計測のみ可能。

### 隠しコマンド
- 発売から18年以上たった2023年3月に突如発見されたコマンドである
- ゲーム内時間で1年以上経っている状態のみ有効で、コマンドを入力することにより、獲得できる車も貰える。
  - 10億クレジット[注釈 14]を獲得：SELECT、左、右、右、下、上、上、左、下、上、右、左、下、L1、R1、SELECT
  - 任意のライセンスに合格：SELECT、R1、SELECT、R1、SELECT、L2、L2、R2、R2、L1、SELECT、L1、SELECT
  - 任意のライセンス試験でゴールド評価を獲得：SELECT、SELECT、R1、R2、L2、L2、SELECT、L1、R1、SELECT、R2、L1、SELECT
  - 任意のイベントでゴールド評価を獲得：SELECT、L1、上、上、SELECT、R1、下、下、SELECT、L2、SELECT、R2、SELECT

- 店頭試遊版になる
  - オプションを開き2Pコントローラーでコマンド、L1、上、L2、下、R1、左、R2、右、START、START

## サウンド
前作『グランツーリスモ3 A-spec』では発売する地域（日本・アメリカ・イギリス）で収録曲が異なっていたが、今作でも若干相違が見られる。「ミュージックシアター」導入により曲数、ジャンルが増え、日本・中華人民共和国・香港版で全72組・100曲が収録されている。収録アーティストには往年のアーティスト（ジェームス・ブラウン、コモドアーズ、アース・ウィンド・アンド・ファイアー、ヴァン・ヘイレン、ジューダス・プリーストなど）や注目または新人アーティスト（カサビアン、スノウ・パトロール、X・レイ・サンなど）と様々である。勿論、過去の『GT』シリーズからフィーダー、安藤まさひろ、嘉生大樹も参加している。北米・韓国版の収録曲は72曲で、ヨーロッパのアーティストの曲は全てカットされている。PAL版の収録曲は97曲で、日本版には無い4曲が含まれる。

### 収録曲

#### レース中に使われる収録曲
- The Antidote -「Bullet」[注釈 15](♢)
- A.Skillz (Adam Mills) -「Slip And Slide」、「Till The Break」
- Apollo 440 -「Hold The Breakes」、「Start The Car」
- Aquasky Vs MasterBlaster -「777」
- Arlo -「Runaround」（『Stab the Unstoppable Hero』に収録）
- The Blasters -「So Long Baby Goodbye」（『The Blasters Collection』に収録）
- Bootsy Collins & Friends (feat.D-Greasy & Bino) (feat.D-M.A.U.B.) -「D-Greasy」、「Let's Roll」
- Borialis -「Don't Mean A Thing」（『What You Thought You Heard』に収録）
- Bushwacka! -「Healer (House Mix)」
- Chronic Future -「Apology For Non-Symmetry」（『Lines In My Face』に収録）
- The Commodores -「Machine Gun (Gran Turismo 4 Pop Rox Remix)」（△、（オリジナル版は）『Machine Gun』に収録）
- CrystTheal method -「Born Too Slow (Deepsky's Green Absinthe Dub Mix)」（オリジナル版は『Legion Of Boom』に収録）
- Curve -「Hell Above Water」(△)
- 嘉生大樹 -「It's All About You」、「Soul Surfer」、「Break Down」、「What to Believe」（以上☆）、「Good Days Bad Days」[注釈 16]、「My Precious」、「Wicked」[注釈 17]
- Deepsky -「Real Dream」
- Dieselboy + Kaos, Vocals by J-Messinian -「Nitro」
- differentGear -「Forget」
- Dirty Americans -「Car Crash」（『Strange Generation』に収録）
- The Distillers -「Drain the Blood」（『Coral Fang』に収録）
- The Donnas -「I Don't Want To Know」[注釈 18]（『Gold Medal』に収録）
- Eagles of Death Metal -「I Only Want You」（『Peace Love Death Metal』に収録）
- Earth,Wind & Fire -「Getaway (Gran Turismo 4 Pop Rox Remix)」（オリジナル版は『魂(Spirits)』に収録）
- The Eighties Matchbox B-Line Disaser -「Psychosis Safari」（△、『House of The Dog』に収録）
- Etnica -「Checker Flag」(♢)
- Feeder -「Shatter」（『Pushing The Senses』に収録）
- Fischerspooner -「Emerge (Dave Clarke Remix)」（オリジナル版は『#1』に収録）
- Freq Nasty -「Amped」、「Fresh」（両曲とも『Bring Me The Head Of Freq Nasty』に収録）
- Hallucinogen -「Bubble'n Tweak」(♢)
- The Hives -「B Is For Brutus」、「Uptight」（両曲とも△、『Tyrannosaurus Hlys』に収録）
- Hundred Reasons -「Stalemate」
- James Brown -「(Call me) Super Bad Parts 1,2&3 (Gran Turismo 4 Pop Rox Remix)」（△、（オリジナル版は）『The Best Collection』に収録）
- Jeff Beck -「Hot Rod Honeymoon」（『JEFF』に収録）
- Jet -「Roll Over DJ」（『Get Born』に収録）
- Jimmy Eat World -「Nothingwrong」（『Futures』に収録）
- Joe Satriani -「Summer Song」（『The Extremist』に収録）
- Judas Priest -「Freewheel Burning」（『背徳の掟 (Defender Of The Falth)』に収録）
- Kasabian -「Reason Is Treason」[注釈 19]（『Kasabian』に収録）
- Koxbox -「Inside Every Man (There's A Machine Waiting To Come Out)」(♢)
- Less Than Jake -「Short Fuse Burning」（『Anthem』に収録）
- 安藤まさひろ -「Freedom To Win」、「Get Closer」、「Green Monster」、「Kiss You Goodbye」、「Nobody」[注釈 20]、「Moon Over The Castle (Orchestral Version)」[注釈 21]、「Drive Me Crazy」、「Vette Lag」（全て☆）[注釈 22]
- Mr.Natural -「Gameplan」
- Papa Roach -「Getting away with... 」[注釈 23]、「Not listening」[注釈 24]（『Getting away with Murder』に収録[注釈 25]）
- Photek -「Rinsa」、「Quamen」
- Queens Of The Stone Age -「Go With The Flow」（『Songs For The Deaf』に収録）
- Rock 'N' Roll Soldiers -「Funny Little Feeling」[注釈 26]（『The Two EPs』に収録）
- The Roots featuring Dom -「I Don't Care」（『The Tipping point』に収録）
- Snow Patrol -「Wow」（『Final Straw』に収録）
- The Soundtrack of Our Lives -「Bigtime」、「Mother One Track Mind」（両曲とも『Origin』に収録）
- Span -「Don't Think The Way They Do」 （△）
- Spiderbait -「Live In A Box」（△、『Tonight Alright』に収録）
- Stratus -「You Must Follow」（※アナログ版のみ収録）
- Syntax -「Pray (Dave London Dub MIx)」（オリジナル版は『メッカーノ・マインド』に収録）
- Synthetic vs The Antidote -「Moon Over The Castle (GT's Theme-Long Remix)」(♢)、「Moon Over The Castle (GT's Theme-Short Remix)」
- Ulrich Schnauss -「A Million Miles Away」（『Strangely Isorated Place』収録曲[注釈 27] のデモバージョン）
- Van Halen -「Panama」[注釈 28]（『1984』に収録）
- Warren Suicide -「Trash Technology」
- Whitey -「In The Limelight」（『The Light At The End Of The Tunnel Is A Train』に収録）
- Will.I.Am -「Drop On You」、「It Don't Mean Nothing」（両曲とも△）
- Wylde Bunch -「Rockstar」（『Wylde Times At Washington High』に収録）
- The X-ecutioners -「Ready To Rock」
- X-RAY SUN -「Animalised」
- Yello -「Oh Yeah」（△、『Stella』に収録）

曲名のあとにあるカッコ内は、その曲が収録されているアルバム名である。なお、記号については以下のアルバムに収録されている。
- ♢・・・『GRAN TURISMO 4 KICKS』
- ☆・・・『GRAN TURISMO 4 ORIGINAL GAME SOUNDTRACK』
- △・・・『THE MUSIC FROM AND INSPIRED BY GRAN TURISMO 4』

#### リプレイモードで使われる収録曲
いずれも往年のクラシック曲が使われる。リプレイモードのみならずレース中のBGMにもできる。
なお、以下の曲は全て『GRAN TURISMO4 Original Soundtrack ~classic collection~』に収録されている。
- Debussy - 「『ベルガマスク組曲』より『月の光』」、「亜麻色の髪の乙女」、「夢」
- Satie -「ジムノペディ第1番」、「ジュ・トゥ・ヴ」
- Mendelssohn -「春の歌」
- Liszt -「愛の夢 第3番」
- Chopin -「前奏曲 変ニ長調『雨だれ』」
- Pachelbel -「カノン」
- Bach -「G線上のアリア」、「主よ、人の望みの喜びよ」、「無伴奏チェロ組曲 第1番『プレリュード』」
- Mussorgsky -「組曲『展覧会の絵』 第1曲『プロムナード』」
- Saint-Saens -「組曲『動物の謝肉祭』 第13曲『白鳥』」
- Mozart -「ロンド ニ長調 K.485」

## 関連作品

### グランツーリスモ4"プロローグ"版
本来グランツーリスモ4が発売予定であった2003年冬に発売された先行版。ドライビングスクールを舞台にした入門編の位置づけになっている。収録サーキット・車種とも小規模である。なお上述の通りグランツーリスモ4にセーブデータの引き継ぎを行うことができ、グリーンライセンスをクリアしていた場合は国内B級ライセンス、レッドライセンスまでをクリアしていた場合国内A級ライセンスが免除される（なおプレゼントカーを手に入れるためには試験を合格する必要がある）。

### ルノー・クリオ「PlayStation 2バージョン」
フランスのルノーの小型車であるルノー・クリオ・ルノー・スポールの「PlayStation 2バージョン」が2004年にヨーロッパで限定発売された。シートに「PS2」のロゴが刺繍で入るほか、フロントサイド部分にもロゴが入る。なお、同車の元になったルノー・クリオ・ルノー・スポールはもちろん、グランツーリスモ4内でドライブ（プレイ）することが出来る。

### グランツーリスモ4 オンライン実験バージョン
2006年当時PLAYSTATION 3用に開発されていた「グランツーリスモHD」に向けてのオンラインテスト/検証実験用バージョンである。2006年5月のE3で初公開された。2006年6月1日からがスタートアップ期間である。2006年7月1日から8月31日までサービスが提供され、2006年9月1日午前10時に終了した。
日本のグランツーリスモ公式サイトの登録メンバーで応募があった中から、居住地域、年齢のバランスを考慮して選ばれたおよそ4,500人、韓国300人、台湾、香港でそれぞれ50人ずつのテスターに2006年5月下旬、ソフトがSCEJから送付された。公式発表では5,000人がテストを行うことになっていたが、実際の配布数、参加人数はそれより少ないと思われる。
製品はトールケースにディスクと簡単なリーフレットが封入されていて、詳細な説明書は公式HP（テスター以外も閲覧可能だった）からPDFファイルの形で2006年8月末まで公開されていた。製品番号は「PAPX 90523」でNTSC-J、DVD-ROM2層である。トップメニューの「アーケードモード」の上に「オンライン」の項目がある。また、メモリーカードにセーブデータを作ると、アーケードモード、グランツーリスモモード共に全ての車種が使用可能になり、110億Cr.の資金を含むデータが作成される。登場車種、使用楽曲は従来の日本版と同じだが、ゲームシステムは改良された北米版をベースとしており、オフラインのレース中、A-Spec/B-Specの切り替えがピットイン時に可能になっている。km/h,mph,ps,hp等の単位表示も切り替えられる。チューニング画面では車重も表示される。
2P、PS2同士を接続するLAN対戦はできず、デモリプレイは一切収録されていない。リプレイはUSBストレージにセーブできる。中古ホイールショップには日本版には登場しない「クライスラー300C」等のホイールが売っている。従来の製品版とのセーブデータの互換性は一切ない。テスト期間中にオンライン上でパッチが配布され、オンラインモードでも1080iでの表示が可能になった。
有名ドライバーもオンラインのイベントに登場したが、車メーカーとの関係上、彼らは期間中特別に用意された別のIDで普段は参加していた。ゲームのサービスは全て無料だった。テストに対する金銭的報酬は無かったが、アンケートに答えたテスターには特製の各コースのロゴステッカーが後日送付された。同時期に北米でも「ONLINE PUBLIC Beta」バージョンによるテストが行われている。

### グランツーリスモ (PSP版)
当初、『グランツーリスモ4モバイル』の仮称で開発が進められていたPlayStation Portable向けの作品。『グランツーリスモ』のタイトルで2009年10月に発売された。サーキットや車種のほとんどはGT4と共通している。

## その他
- チャンピオンシップレースで、A-specで参戦した時にリプレイを途中終了すると走行距離が増えないバグがある。早送りでもいいので、リプレイを最後まで再生すると走行距離は記録される。ただし、1戦あたりの走行距離が100km以上あるような長距離のレースの場合は途中でリプレイが記録終了となる。
- ホイールのグラフィックが車の静止時（ガレージ、販売店、フォトトラベル）と走行時とではグラフィックが異なっているのが特徴。静止時の方が上質で、ホイールナットまでも立体的に再現されているものもあるが、走行時にはポリゴンを減らし、平面的で薄っぺらく簡略化されたものになっている。メッキ調のホイールでは、静止時と走行時で質感が異なって見えるものもある。このため、リプレイのフォトモードで撮影した画像とフォトトラベルで撮影した画像では同じ車、同じホイールでもグラフィックの質感に差異が生じている。
- 中古ホイールでBe-1のパンプキンイエローの純正ホイール、アルトワークスRS/Zスズキスポーツリミテッド（サターンブラック）に装着されているシルバーのホイール、ミゼットIIの純正ホイールは登場しない（恐らくは意図しないプログラムし忘れだと思われる。公式ガイドブックにより判明）。これらのホイールを一度交換すると、再び同じ車を買わない限り同じホイールに戻せなくなるので注意が必要である。尚、1台あたりタイヤの種類によって4つのホイールを維持できるため、タイヤ種類によってノーマルホイールを残すことも可能である。
- リプレイで×ボタン+R2ボタンで右側面からの映像を見ることが可能だが、ランサーエボリューションⅧで走行時、バグでカメラがコース路面の下に潜ってしまっている。
- 車種が多いため割愛するが、夕方・夜のサーキット、ロケーションでポジションランプが点灯していなかったり、ヘッドライト、テールランプの点灯パターンが実車と異なっている車種がいくつか見受けられる。基本的にライト点灯時、ロービーム・ハイビーム同時に点灯状態の車種が多いが、中にはロービームのみ点灯だったり、フォグが点灯している車とそうでない車が存在している。
- 登場車種としては収録されていないが、東京R246のホンダ本社前の展示車スペースにストリーム、ライフダンクが置かれている。ここにASIMOがいることはGT3時代から有名。他にも、鈴鹿サーキットではトヨタ製フォークリフト、風のレンジャーのユニック車があり、モータースポーツランドIIではピットレーンより外側にニューキャンターが登場、フォトトラベルの渋谷ではF23アトラスが登場するなど、オブジェとしてではあるが日本製トラックも登場している。いすゞはメーカーとして収録されており、日本製トラック・バスの主要4メーカーがGT4の世界でも揃っている。
- 収録車種が増えた一方、トヨタ・モータートライアスロンレースカー、ケータハム・スーパー7など、GT4でのシステム上GTモードでレースに参戦できない車がいくつか存在する。同じ条件に重なる傾向としてGTオートにも入れない車があり、任意での洗車やオイル交換も行えない車もあるが、その代わりに車が汚れないという特徴がある。フォトドライブ、フリーランでは自由に走行可能。アーケードモードでは、2Pレースでのみレース対応している車もある。
- 一部の車でスペシャルカラーが登場するが、GT3時代と比べると車種とパターンは激減し、実在のものが中心となった。
- 原因は不明だが、複数存在するプレゼントカーのボディカラーが何度繰り返してもどうしても一色だけが出ない、という現象が稀に発生することがある。  対処法として、別のメモリーカードに同じGT4データをコピーし（当然同じ進行地点までデータをコピーしておく）、メモリーカードを変えてプレイすることで、同一データでありながら欲しいカラーのプレゼントカーを獲得することができる。

- B-specでレース参戦時、プレイヤー車もAIドライバー故に、敵車のAIドライバー同様の軌跡を辿る特徴がある。A-specで参戦する時は故意に軌跡を変えたり、ブレーキを遅らせることで敵車を追い抜くことが可能であるが、A-specで勝てる条件のレースでもB-specで必ずとも勝てるとは限らないこと、また序盤はハイパワーな車で参戦させた方が、効率的にスキルが向上していくという特徴がある。オーバーテイクの指示を必ず出しておかないと、よほどの性能差がない限り、プレイヤー車は敵車を追従し続けるという特徴がある一方で、耐久レースではタイヤの寿命が近づくとプレイヤーが指示を出さなくてもAIドライバーが自動的に判断しピットインを行う。基本的にフリーランでもB-specを選択可能だが、スペシャルコンディションレースでしか登場しないコースではB-spec選択アイコンが存在していない。フォトモードではいずれのコースでもB-specで走行させることが可能である。

## 関連商品

### CD関連
- グランツーリスモ4 オリジナル・ゲームサウンドトラック（2004年12月22日、Village Records、VRCL-4008）
- グランツーリスモ・フォー・キックス（2005年3月2日、Solstice Music、SOLMC-046）
- THE MUSIC FROM AND INSPIRED BY GRAN TURISMO 4（2005年3月23日、Universal、UICO-4012）
- GRAN TURISMO 4 Original Soundtrack ～classic collection～（2005年3月24日、キングレコード、KICA-1360）